# غراندفيو بلازا
غراندفيو بلازا (بالإنجليزية: Grandview Plaza, Kansas)‏ هي مدينة تقع في مقاطعة غيري، كانزاس بولاية كانساس في الولايات المتحدة. تبلغ مساحة هذه المدينة 2.23 (كم²)، وترتفع عن سطح البحر 345 م، بلغ عدد سكانها 1560 نسمة في عام 2010 حسب إحصاء مكتب تعداد الولايات المتحدة وتصل الكثافة السكانية فيها 717 نسمة/كم2.

## التركيبة السكانية
قام مكتب تعداد الولايات المتحدة بتحديد بيانات التركيبة السكانية لغراندفيو بلازافي تعداد الولايات المتحدة. في ما يلي، التركيبة السكانية حسب تعدادي 2000 و2010.

### تعداد عام 2000
بلغ عدد سكان غراندفيو بلازا 1,184 نسمة بحسب تعداد عام 2000، وبلغ عدد الأسر 458 أسرة وعدد العائلات 333 عائلة مقيمة في المدينة. في حين سجلت الكثافة السكانية 1,406.4 نسمة لكل ميل مربع (543.0/كم2). وبلغ عدد الوحدات السكنية 528 وحدة بمتوسط كثافة قدره 627.2 نسمة لكل ميل مربع (242.2/كم2).
وتوزع التركيب العرقي للمدينة بنسبة 78.12% من البيض و 1.10% من الأمريكيين الأصليين و 3.46% من الأمريكيين ذوي الأصول الآسيوية و 0.25% من سكان جزر المحيط الهادئ و 9.04% من الأمريكيين الأفارقة و 4.56% من عرقين مختلطين أو أكثر.
بلغ عدد الأسر 458 أسرة كانت نسبة 38.6% منها لديها أطفال تحت سن الثامنة عشر تعيش معهم، وبلغت نسبة الأزواج القاطنين مع بعضهم البعض 52.0% من أصل المجموع الكلي للأسر، ونسبة 17.0% من الأسر كان لديها معيلات من الإناث دون وجود شريك، وكانت نسبة 27.1% من غير العائلات. تألفت نسبة 19.7% من أصل جميع الأسر من أفراد ونسبة 3.5% كانوا يعيش معهم شخص وحيد يبلغ من العمر 65 عاماً فما فوق. وبلغ متوسط حجم الأسرة المعيشية 2.92، أما متوسط حجم العائلات فبلغ 2.59.
بلغ العمر الوسطي للسكان 30 عاماً. وكانت نسبة 29.3% من القاطنين تحت سن الثامنة عشر، وكانت نسبة 12.6% بين الثامنة عشر والأربعة وعشرون عاماً، ونسبة 33.8% كانت واقعةً في الفئة العمرية ما بين الخامسة والعشرون حتى والأربعة وأربعون عاماً، ونسبة 18.0% كانت ما بين الخامسة والأربعون حتى الرابعة والستون، ونسبة 6.3% كانت ضمن فئة الخامسة والستون عاماً فما فوق. يوجد لكل 100 أنثى 96.4 ذكر، ويوجد لكل 100 أنثى في الثامنة عشر من عمرها فما فوق 95.6 ذكر.
بلغ متوسط دخل الأسرة في المدينة 31,033 دولار، أما متوسط دخل العائلة فبلغ 32,368 دولار. وكان متوسط دخل الذكور 26,058 دولار مقابل 17,344 دولار للإناث. وسجل دخل الفرد الخاص بالمدينة 13,022 دولار. وكانت نسبة 12.9% من العائلات ونسبة 13.3% من السكان تحت خط الفقر، وكان من هؤلاء نسبة 17.4% تحت سن الثامنة عشر ولا أحد منهم في الخامسة والستين من العمر وما فوق.

### تعداد عام 2010
بلغ عدد سكان غراندفيو بلازا 1,560 نسمة بحسب تعداد عام 2010، وبلغ عدد الأسر 651 أسرة وعدد العائلات 430 عائلة مقيمة في المدينة. في حين سجلت الكثافة السكانية 1,857.1 نسمة لكل ميل مربع (717.0/كم2). وبلغ عدد الوحدات السكنية 788 وحدة بمتوسط كثافة قدره 938.1 لكل ميل مربع (362.2/كم2).
وتوزع التركيب العرقي للمدينة بنسبة 72.1% من البيض و 1.2% من الأمريكيين الأصليين و 1.9% من الأمريكيين ذوي الأصول الآسيوية و 0.8% من سكان جزر المحيط الهادئ و 11.4% من الأمريكيين الأفارقة و 8.9% من عرقين مختلطين أو أكثر.
بلغ عدد الأسر 651 أسرة كانت نسبة 37.8% منها لديها أطفال تحت سن الثامنة عشر تعيش معهم، وبلغت نسبة الأزواج القاطنين مع بعضهم البعض 48.2% من أصل المجموع الكلي للأسر، ونسبة 13.1% من الأسر كان لديها معيلات من الإناث دون وجود شريك، بينما كانت نسبة 4.8% من الأسر لديها معيلون من الذكور دون وجود شريكة وكانت نسبة 33.9% من غير العائلات. وبلغ متوسط حجم الأسرة المعيشية 2.85، أما متوسط حجم العائلات فبلغ 2.36.
بلغ العمر الوسطي للسكان 25.3 عاماً. وكانت نسبة 25.8% من القاطنين تحت سن الثامنة عشر، وكانت نسبة 23.5% بين الثامنة عشر والأربعة وعشرون عاماً، ونسبة 27% كانت واقعةً في الفئة العمرية ما بين الخامسة والعشرون حتى والأربعة وأربعون عاماً، ونسبة 17.4% كانت ما بين الخامسة والأربعون حتى الرابعة والستون، ونسبة 6.3% كانت ضمن فئة الخامسة والستون عاماً فما فوق. وتوزع التركيب الجنسي للسكان بنسبة 51.6% ذكور و48.4% إناث.

## وصلات خارجية
- City Website
- The US50 - Cities and Towns in Kansas State